# جريس ضمي

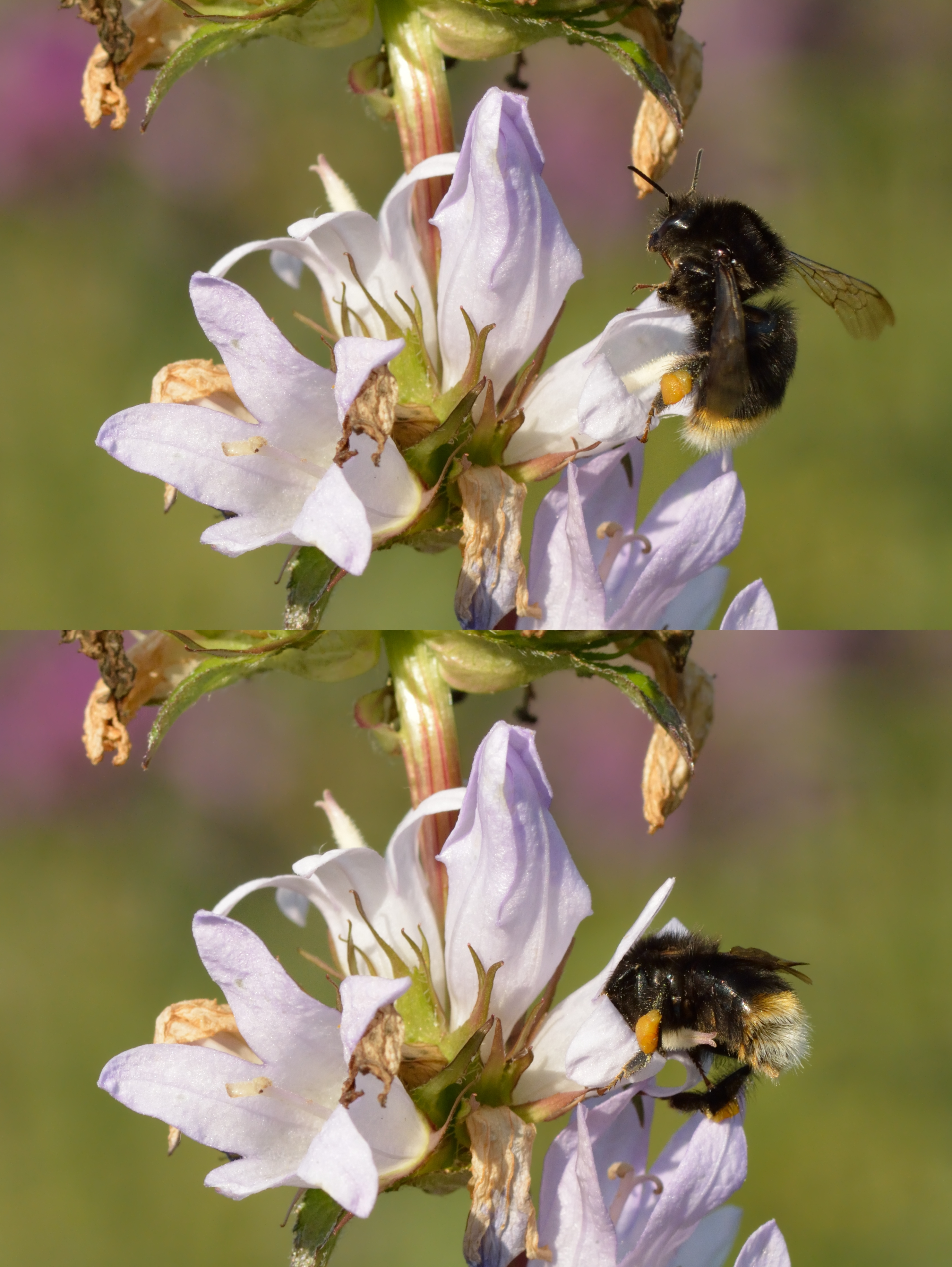
التلقيح

الجُرَيْس الضُمّي نوع من النباتات المزهرة في جنس الجريس من إلى الفصيلة الجريسية.

## الوصف النباتي
يعلو من 25 إلى 60 سم. أوراقه السفلى معنَّقة قلبية، أوراقه الوسطى لاطئة وقريبة الفواصل. أزهاره كبيرة القد بعضها مكبس. لونها مائل إلى الزرقة يعلوه مُواجٌ بنفسجي عابق. ازهراره يستمر من حزيران إلى آب. ضروبه وأصرامه عديدة.

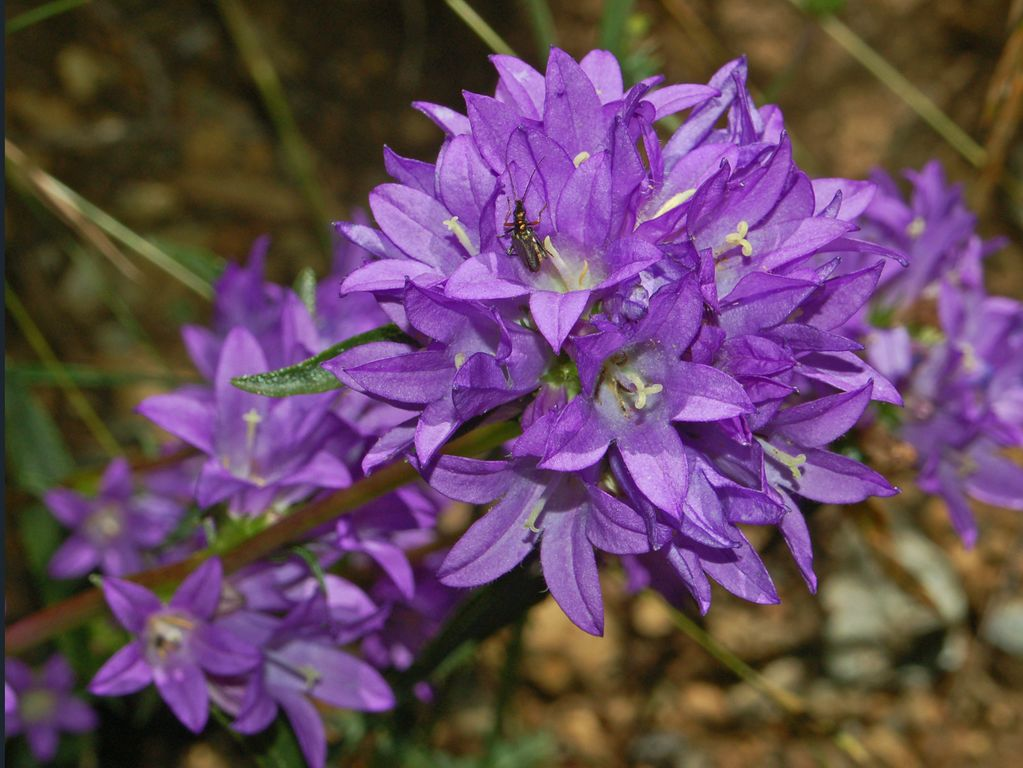
إزهرار جريس ضميّ